# God Save Our Solomon Islands
God Save Our Solomon Islands è l'inno nazionale delle Isole Salomone. Gli autori del testo sono Panapasa Balekana e Matila Balekana, mentre la musica è stata composta da Panapasa Balekana. Il brano è stato adottato come inno nel 1978, anno in cui il Paese ottenne l'indipendenza dal Regno Unito.

## Testo originale in Inglese
God bless our Solomon Islands from shore to shore
Blessed all our people and all our lands
With your protecting hands
Joy, Peace, Progress and Prosperity
That men shall brothers be, make nations see
our Solomon Islands, our Solomon Islands
Our nation Solomon Islands
Stands forever more.

## Traduzione in italiano
Dio benedica le nostre isole Salomone da una riva all'altra
Benedetto tutto il nostro popolo e tutte le nostre terre
Con le tue mani protettive
Gioia, Pace, Progresso e Prosperità
Che gli uomini siano fratelli, fai le nazioni vedere
Le nostre isole Salomone, le nostre isole Salomone
La nostra nazione Isole Salomone
Sta sempre per sempre.